# Dominion

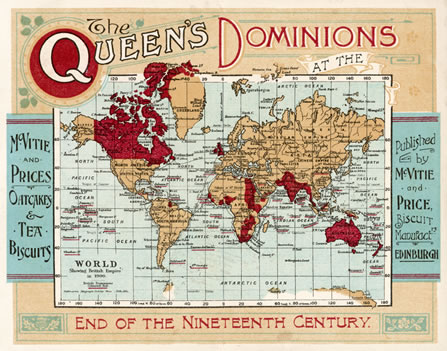
Karta från slutet av 1800-talet över Brittiska imperiet ("Drottningens dominier").

En dominion var en typ av koloni eller besittning inom Brittiska imperiet. Från början innefattade dominion alla brittiska besittningar men i och med Balfourdeklarationen 1926 fastställdes en särskild rättslig status som autonoma besittningar under den brittiska kronan.

## Etymologi
Ordet dominion kommer av latinets dominium (äganderätt eller egendom, men här i den snävare innebörden herravälde). Den etablerade pluralformen på svenska är "dominier".

## Historik
Av rädsla för upprepning av amerikanska frihetskriget 1775-1783 började Storbritannien ge ökat självstyre åt vissa kolonier som behärskades av europeiska nybyggare och deras ättlingar. Utvecklingen var gradvis men den första egentliga dominionen blev Kanada år 1867. I och med bildandet av Brittiska samväldet och Westminsterstatuten 1931 fick dominierna full suveränitet i personalunion med Storbritannien, det vill säga med den brittiske monarken som statsöverhuvud.
Det planerade införandet av republik i Indien föranledde ombildningen av Brittiska samväldet år 1949 till Commonwealth of Nations. Vid samma tid diskuterades det om inte varje enskild stat inom Samväldet borde få lov att stifta egna lagar gällande nationellt medborgarskap istället för att alla invånare skulle ses som undersåtar till den brittiske kungen. Begreppet "dominion" ansågs med tiden vara en mindre lämplig beteckning för länder som i allt väsentligt hade blivit jämbördiga med den gamla kolonialmakten. Efter kröningen av Elizabeth II som drottning av Storbritannien och Nordirland 1952 föll begreppet snabbt ur bruk och året efter kröningen ändrades hennes titlar för de förutvarande dominierna till att istället lyda "of Her other Realms and Territories Queen". Från 1953 kom därmed monarkierna som behöll det brittiska kungahuset att istället kallas för samväldesriken (engelska: Commonwealth Realms).

## Lista över dominier
- Dominionen Kanada från 1867. Omvandlades till samväldesrike.
- Australiska statsförbundet från 1901. Omvandlades till samväldesrike.
- Dominionen Nya Zeeland från 1907. Omvandlades till samväldesrike.
- Dominionen Newfoundland från 1907. Anslöts till Kanada 1949.
- Sydafrikanska unionen från 1910. Omvandlades till samväldesrike men blev republik 1961 och lämnade då Samväldet. Återinträdde 1994.
- Irländska fristaten från 1922. Blev republik 1949 och lämnade då Samväldet.
- Dominionen Indien från 1947. Blev republik 1950.
- Dominionen Pakistan från 1947. Omvandlades till samväldesrike men blev republik 1956.
- Dominionen Ceylon från 1948. Omvandlades till samväldesrike men blev republik 1972.